# تكليس

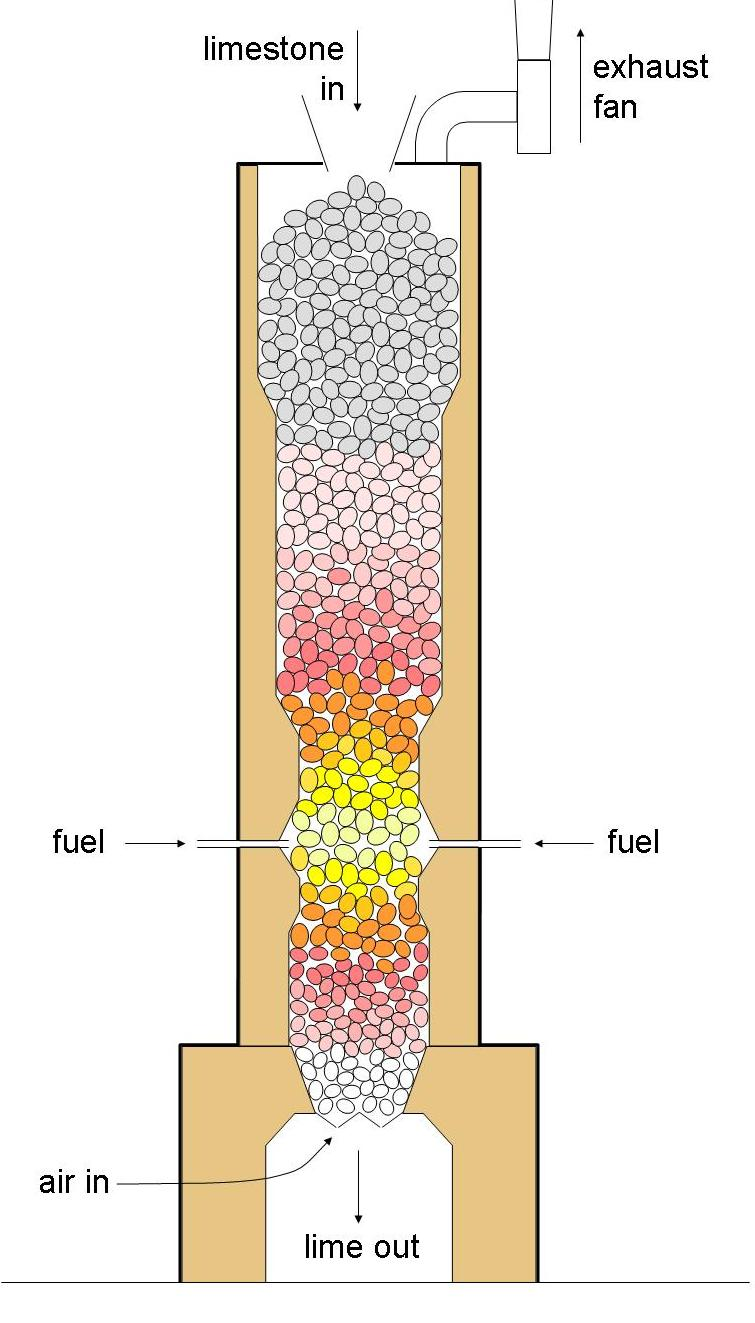
توضيح عمليّة التكليس

التكليس أو الكلسنة هي عملية معالجة حرارية تطبق على المواد الخام والمواد الصلبة الأخرى من أجل إحداث تحلل حراري، وتحول طوري، أو إزالة الجزء المتطاير من المادة. تجرى عملية التكليس عادة عند درجات حرارة دون نقطة انصهار المادة.
يجب التمييز بين التكليس والتحميص، التي يحدث فيه تفاعلات معقدة بين المواد الغازية والصلبة وذلك بين جو الفرن والمواد الصلبة، بينما تتم عملية التكليس في جو خال من الهواء.